# Oetert
De Oetert is een natuurgebied ten zuidoosten van Lierop. Het is eigendom van Staatsbosbeheer. Het gebied is vernoemd naar de Otter, welke hier vroeger voorkwam.
Het gebied wordt doorstroomd door de Kleine Aa, die hier gekanaliseerd is en via een duiker onder in de Zuid-Willemsvaart (die oostelijke begrenzing van het terrein vormt) door in de Aa uitmondt (ter hoogte van Sluis 11). Vanouds mondde de Kleine Aa in de noordpunt van het gebied uit in de Aa, doch daaraan kwam een einde door het graven van de Zuid-Willemsvaart en de kanalisatie van de Aa.
De Oetert is een aaneenschakeling van broekbossen, wat drogere eiken-berken-elzenbossen en schraalgraslandjes, welke een overblijfsel zijn van hooilandjes. De vochtige delen van de Oetert ontstonden doordat de Kleine Aa hier elk jaar overstroomde.
Kenmerkende planten van de schraalgraslandjes zijn: Slanke sleutelbloem, bosanemoon, gevlekte orchis, brede orchis en grote ratelaar. Tot de kenmerkende vogels behoren boomklever en geelgors.
De Oetert is ontsloten door enkele wandelpaden, en ook de bewegwijzerde Vlerkenroute voert erdoor.